# Bougainvillia aurantiaca
Bougainvillia aurantiaca är en nässeldjursart som beskrevs av Bouillon 1980. Bougainvillia aurantiaca ingår i släktet Bougainvillia och familjen Bougainvilliidae. Inga underarter finns listade i Catalogue of Life.